# HD 56342
HD 56342，又名CD-30 4184，SAO 197756、HR 2756，是一颗恒星，视星等为5.36，位于銀經242.99，銀緯-8.8，其B1900.0坐标为赤經7h 11m 28.8s，赤緯-30° -8.8′ 41″。